# Чемпионат России по плаванию 2016
Чемпионат России по плаванию 2016 года прошёл с 16 по 23 апреля в СК «Олимпийский», Москва.
Чемпионат являлся квалификационным для участия в Олимпийских играх в Рио-де-Жанейро. Условия отбора, установленные Всероссийской федерацией плавания, выполнили 29 пловцов. Ещё пятеро были включены в состав решением тренерского штаба.
Евгений Рылова на дистанции 200 метров на спине установил рекорд Европы. 16-летний Ярослав Потапов побил старейший юношеский рекорд России на дистанции 1500 м вольным стилем, который с 2002 года принадлежал Юрию Прилукову.

## Призёры

### Мужчины
| Дистанция                         | Золото | Золото     | Серебро | Серебро  | Бронза | Бронза   |
| --------------------------------- | --- | ---------- | --- | -------- | --- | -------- |
| 50 м вольным стилем               | Владимир Морозов Волгоградская область                                                                                     | 22.01      | Алексей Брянский Иркутская область                                                                          | 22.16    | Андрей Гречин Алтайский край                                                                                                   | 22.19    |
| 100 м вольным стилем              | Владимир Морозов Волгоградская область                                                                                     | 48.09      | Андрей Гречин Алтайский край                                                                                | 48.18    | Александр Попков Санкт-Петербург                                                                                               | 48.41    |
| 200 м вольным стилем              | Александр Красных Татарстан                                                                                                | 1:47.00    | Никита Лобинцев Московская обл. — Свердловская обл.                                                         | 1:47.71  | Данила Изотов Краснодарский край                                                                                               | 1:47.74  |
| 400 м вольным стилем              | Александр Красных Татарстан                                                                                                | 3:47.30    | Вячеслав Андрусенко Санкт-Петербург                                                                         | 3:49.24  | Александр Фёдоров Санкт-Петербург                                                                                              | 3:50.35  |
| 800 м вольным стилем              | Евгений Куликов Москва | 8:03.65    | Александр Фёдоров Санкт-Петербург                                                                           | 8:06.06  | Даниил Смирнов Москва | 8:06.68  |
| 1500 м вольным стилем             | Ярослав Потапов Волгоградская область                                                                                      | 15:03.61   | Илья Дружинин Волгоградская область                                                                         | 15:10.96 | Сергей Большаков Удмуртия | 15:26.58 |
|                                   | |            | |          | |          |
| 50 м на спине                     | Григорий Тарасевич Омская область                                                                                          | 24.70      | Никита Ульянов ХМАО-Югра                                                                                    | 24.82    | Евгений Рылов Московская область                                                                                               | 25.06    |
| 100 м на спине                    | Евгений Рылов Московская область                                                                                           | 53.04      | Григорий Тарасевич Омская область                                                                           | 53.20    | Андрей Шабасов Санкт-Петербург Марк Николаев Ленинградская область                                                             | 54.22    |
| 200 м на спине                    | Евгений Рылов Московская область                                                                                           | 1:54.21 РЕ | Андрей Шабасов Санкт-Петербург                                                                              | 1:57.38  | Григорий Тарасевич Омская область                                                                                              | 1:57.79  |
|                                   | |            | |          | |          |
| 50 м брассом                      | Андрей Николаев Калужская область                                                                                          | 27.14      | Кирилл Пригода Санкт-Петербург                                                                              | 27.31    | Всеволод Занько Москва | 27.70    |
| 100 м брассом                     | Всеволод Занько Москва | 59.72      | Кирилл Пригода Санкт-Петербург Антон Чупков Москва                                                          | 59.94    | — | —        |
| 200 м брассом                     | Антон Чупков Москва | 2:09.91    | Илья Хоменко Ростовская область                                                                             | 2:10.19  | Кирилл Пригода Санкт-Петербург                                                                                                 | 2:10.57  |
|                                   | |            | |          | |          |
| 50 м баттерфляем                  | Александр Садовников Волгоградская область                                                                                 | 23.51      | Никита Коновалов Волгоградская область                                                                      | 23.71    | Виталий Мельников Москва | 23.91    |
| 100 м баттерфляем                 | Александр Садовников Волгоградская область                                                                                 | 51.50      | Евгений Коптелов Москва                                                                                     | 52.05    | Никита Коновалов Волгоградская область                                                                                         | 52.17    |
| 200 м баттерфляем                 | Даниил Пахомов Санкт-Петербург                                                                                             | 1:56.90    | Николай Скворцов Калужская область                                                                          | 1:57.33  | Александр Прибыток Санкт-Петербург                                                                                             | 1.57.71  |
|                                   | |            | |          | |          |
| 200 м комплексное плавание        | Семён Макович Самарская область                                                                                            | 2:00.18    | Андрей Жилкин Москва                                                                                        | 2:01.60  | Дмитрий Горбунов Москва | 2:01.85  |
| 400 м комплексное плавание        | Семён Макович Самарская область                                                                                            | 4:17.57    | Александр Осипенко Москва                                                                                   | 4:18.01  | Александр Тихонов Москва | 4:20.53  |
|                                   | |            | |          | |          |
| 4 х 100 м эстафета вольным стилем | Волгоградская область Иван Кузьменко (49.65) Никита Коновалов (49.41) Владимир Морозов (48.79) Степан Сурков (49.41)       | 3:17.26    | Москва Станислав Степанов (50.29) Владимир Попов (50.22) Владислав Гринёв (50.27) Михаил Довгалюк (49.82)   | 3:20.60  | Омская область Иван Павлов (51.58) Сергей Журавлёв (51.72) Павел Куташёв (52.89) Никита Люлючев (53.96)                        | 3:30.15  |
| 4 х 200 м эстафета вольным стилем | Санкт-Петербург Елисей Степанов (1:49.64) Вячеслав Андрусенко (1:47.69) Александр Фёдоров (1:50.02) Игорь Шадрин (1:50.83) | 7:18.18    | Москва Павел Медвецкий (1:50.44) Михаил Полищук (1:51.70) Артём Лобузов (1:48.73) Михаил Довгалюк (1:49.03) | 7:19.90  | Татарстан Эрнест Максумов (1:51.36) Эмиль Мухаметзянов (1:51.53) Михаил Горбатенко (1:53.50) Александр Красных (1:48.31)       | 7:24.70  |
| 4 х 100 м комплексная эстафета    | Санкт-Петербург Андрей Шабасов (54.66) Кирилл Пригода (59.68) Даниил Пахомов (51.95) Евгений Лагунов (49.25)               | 3:35.54    | Москва Климент Колесников (54.96) Всеволод Занько (59.87) Евгений Коптелов (52.74) Михаил Довгалюк (50.33)  | 3:37.90  | Волгоградская область Александр Зотов (56.51) Кирилл Стрельников (1:01.61) Александр Садовников (52.80) Иван Кузьменко (49.06) | 3:39.98  |

### Женщины
| Дистанция                         | Золото | Золото     | Серебро | Серебро  | Бронза | Бронза   |
| --------------------------------- | --- | ---------- | --- | -------- | --- | -------- |
| 50 м вольным стилем               | Наталья Ловцова Новосибирская область                                                                                                   | 24.97      | Розалия Насретдинова Москва                                                                                                 | 25.20    | Мария Каменева Оренбургская область                                                                                             | 25.34    |
| 100 м вольным стилем              | Вероника Попова Санкт-Петербург | 54.33      | Виктория Андреева Пензенская область                                                                                        | 54.44    | Наталья Ловцова Новосибирская область                                                                                           | 54.48    |
| 200 м вольным стилем              | Вероника Попова Санкт-Петербург | 1:56.91    | Виктория Андреева Пензенская область                                                                                        | 1:57.35  | Арина Опёнышева Красноярский край                                                                                               | 1:57.66  |
| 400 м вольным стилем              | Арина Опёнышева Красноярский край | 4:08.84    | Дарья Муллакаева Пермский край                                                                                              | 4:11.93  | Юлия Сноз Санкт-Петербург | 4:13.01  |
| 800 м вольным стилем              | Арина Опёнышева Красноярский край | 8:33.91    | Анастасия Кирпичникова Свердловская область                                                                                 | 8:38.38  | Анна Егорова Калининградская область                                                                                            | 8:41.13  |
| 1500 м вольным стилем             | Елизавета Горшкова Москва | 16:51.47   | Марьяна Петрова Москва | 16:53.35 | Дарья Климова Москва | 17:02.26 |
|                                   | |            | |          | |          |
| 50 на спине                       | Анастасия Фесикова Пензенская область — ЯНАО                                                                                            | 28.17      | Мария Каменева Оренбургская область                                                                                         | 28.49    | Ирина Приходько Татарстан | 28.55    |
| 100 на спине                      | Дарья К. Устинова Свердловская область                                                                                                  | 59.78      | Анастасия Фесикова Пензенская область — ЯНАО                                                                                | 59.91    | Ирина Приходько Татарстан | 1:00.72  |
| 200 на спине                      | Дарья К. Устинова Свердловская область                                                                                                  | 2:06.92    | Анастасия Фесикова Пензенская область — ЯНАО                                                                                | 2:08.74  | Ирина Приходько Татарстан | 2:09.51  |
|                                   | |            | |          | |          |
| 50 м брассом                      | Наталья Иванеева · Волгоградская область · Татьяна Кишка · Молдова                                                                      | 31.12      | — | —        | Анна Ганус Красноярский край | 31.39    |
| 100 м брассом                     | Дарья Чикунова Санкт-Петербург | 1:07.55    | Наталья Иванеева Волгоградская область                                                                                      | 1:07.99  | Маргарита Дрямина Удмуртия | 1:08.61  |
| 200 м брассом                     | Софья Андреева Санкт-Петербург | 2:25.08    | Дарья Чикунова Санкт-Петербург                                                                                              | 2:25.41  | Мария Асташкина Пензенская область                                                                                              | 2:26.96  |
|                                   | |            | |          | |          |
| 50 м баттерфляем                  | Светлана Чимрова Москва | 26.18      | Алина Кашинская Свердловская область                                                                                        | 26.66    | Екатерина Шапаникова Санкт-Петербург Елизавета Пермякова Иркутская область                                                      | 26.81    |
| 100 м баттерфляем                 | Светлана Чимрова Москва | 27.79      | Наталья Ловцова Новосибирская область                                                                                       | 58.41    | Дарья Цветкова Алтайский край                                                                                                   | 58.51    |
| 200 м баттерфляем                 | Светлана Чимрова Москва | 2:09.78    | Анастасия Гуженкова Самарская область                                                                                       | 2:13.10  | Ульяна Ватаева Санкт-Петербург                                                                                                  | 2:13.91  |
|                                   | |            | |          | |          |
| 200 м комплексное плавание        | Виктория Андреева Пензенская область | 2:09.56 РР | Анастасия Осипенко Красноярский край                                                                                        | 2:15.67  | Анна Белоусова Свердловская область                                                                                             | 2:16.28  |
| 400 м комплексное плавание        | Кристина Вершинина ХМАО-Югра | 4:46.83    | Ирина Кривоногова Самарская область                                                                                         | 4:52.13  | Александра Маслова Москва | 4:52.37  |
|                                   | |            | |          | |          |
| 4 х 100 м эстафета вольным стилем | Санкт-Петербург Вероника Попова (54.50) Ирина Шваева (56.89) Дарья Карташова (55.12) Дарья С. Устинова (55.20)                          | 3:41.71    | Самарская область Олеся Чернятина (57.22) Мария Арсеньева (58.92) Анастасия Гуженкова (55.79) Ирина Кривоногова (56.71)     | 3:48.64  | Новосибирская область Кира Володина (56:54) Арина Суркова (57.62) Екатерина Карабанова (59.50) Александра Кичигина (58.60)      | 3:52.26  |
| 4 х 200 м эстафета вольным стилем | Свердловская область Дарья К. Устинова (1:58.31) Полина Лапшина (2:05.22) Валерия Саламатина (2:01.34) Анастасия Кирпичникова (2:00.75) | 8:05.62    | Санкт-Петербург Юлия Сноз (2:02.47) Ирина Шваева (2:03.22) Ксения Козюк (2:06.71) Полина Ретюнская (2:02.49)                | 8:14.89  | Самарская область Анастасия Гуженкова (2:00.66) Мария Арсеньева (2:09.54) Олеся Чернятина (2:03.26) Ирина Кривоногова (2:01.53) | 8:14.99  |
| 4 х 100 м комплексная эстафета    | Санкт-Петербург Екатерина Андреева (1:02.70) Мария Темникова (1:09.86) Екатерина Шапаникова (59.15) Дарья С. Устинова (55.48)           | 4:07.19    | Свердловская область Полина Лапшина (1:02.14) Анна Белоусова (1:10.53) Алина Кашинская (1:00.49) Валерия Саламатина (56.41) | 4:09.57  | Москва Александра Папуша (1:02.78) Вера Калашникова (1:11.06) Анна Михайлова (1:01.61) Розалия Насретдинова (54.46)             | 4:09.91  |

### Смешанные соревнования
| Дистанция                         | Золото | Золото  | Серебро | Серебро | Бронза | Бронза  |
| --------------------------------- | --- | ------- | --- | ------- | --- | ------- |
| 4 × 100 м эстафета вольным стилем | Москва Владислав Гринёв (50.18) Михаил Полищук (49.84) Валерия Колотушкина (55.90) Елена Соколова (54.57)     | 3:30.49 | Санкт-Петербург Евгений Лагунов (49.43) Вячеслав Андрусенко (50.20) Вероника Попова (54.84) Ирина Шваева (57.26)        | 3:31.73 | Новосибирская область Дмитрий Лапшин (51.18) Александр Клюкин (49.49) Наталья Ловцова (56.60) Кира Володина (56.03) | 3:33.30 |
| 4 × 100 м комплексная эстафета    | Москва Климент Колесников (54.97) Всеволод Занько (59.90) Анна Михайлова (1:01.31) Екатерина Кудинова (56.22) | 3:52.40 | Свердловская область Полина Лапшина (1:01.95) Никита Столбов (1:01.84) Алина Кашинская (1:00.08) Андрей Олейник (50.65) | 3:54.49 | Татарстан Владислав Тазов (56.78) Станислав Зацепин (1:02.91) Алина Шейко (1:03.80) Елизавета Базарова (56.94)      | 4:00.43 |